# بيست اسكي كاكان (كاكان)
بیست اسکي کاکان (بالإنجليزية: Pist-e Eski-ye Kakan)‏ هي منطقة سكنية تقع في إيران في قسم کاکان الريفي.